# Moho d'Hawaï
Moho nobilis
Espèce
Statut de conservation UICN

 EX  : Éteint
Le moho d’Hawaï (Moho nobilis) ou o’o de Hawaï (graphie hawaïenne : ʻōʻō) était un oiseau, aujourd’hui éteint, de la famille des méliphagidés.
Ce moho, décrit pour la première fois par Blasius Merrem en 1786, était chassé pour ses plumes et pour la beauté de son chant. Il s’est éteint vers 1934.
On retrouve son nom dans celui de la bouche volcanique Puʻu ʻŌʻō.

## Description
Il mesurait 32 cm de long, pour des ailes de 11 cm, et une queue pouvant atteindre les 19 cm. Son plumage était noir brillant avec une zone plus claire de couleur brune sur le ventre. Il était caractérisé par les touffes jaunâtres que formaient ses axillaires. Il avait aussi quelques plumes jaunâtres sur la culotte, mais pas sur les cuisses contrairement au Moho de Bishop, et n'avait pas de bordures blanchâtres sur les plumes de sa queue comme le Moho d'Oahu. Cependant, de toutes les espèces de mohos, c'est celle-ci qui avait les plus grandes plumes jaunes sur ses ailes.

### Source
- (en) Cet article est partiellement ou en totalité issu de l’article de Wikipédia en anglais intitulé « Hawaiʻi ʻŌʻō » (voir la liste des auteurs).